# Choix décisifs
Choix décisifs (titre original : Choices of One) est un roman de science-fiction de Timothy Zahn situé dans l'univers étendu de Star Wars. Publié aux États-Unis par Del Rey Books en 2011, puis traduit en français et publié par les éditions Pocket en 2012,, il se déroule en l'an 0 ap. BY soit juste après le film Star Wars, épisode IV : Un nouvel espoir. Il est la suite directe du livre Allégeance également de Timothy Zahn.

## Résumé
Mara Jade, la main de l'empereur et les stormtroopers renégats connus sous le nom de la Main du jugement sont de retour. Ils se rendent sur la planète Candoras afin de punir le gouverneur Ferrouz sur ordre de l'empereur, mais ce qu'ils ignorent, c'est qu'au même moment, Luke Skywalker, Han Solo, Chewbacca et la princesse Leia Organa se trouvent au même endroit afin de négocier avec le gouverneur les termes d'une alliance entre la planète et l'Alliance rebelle.